# Werner von Trapp

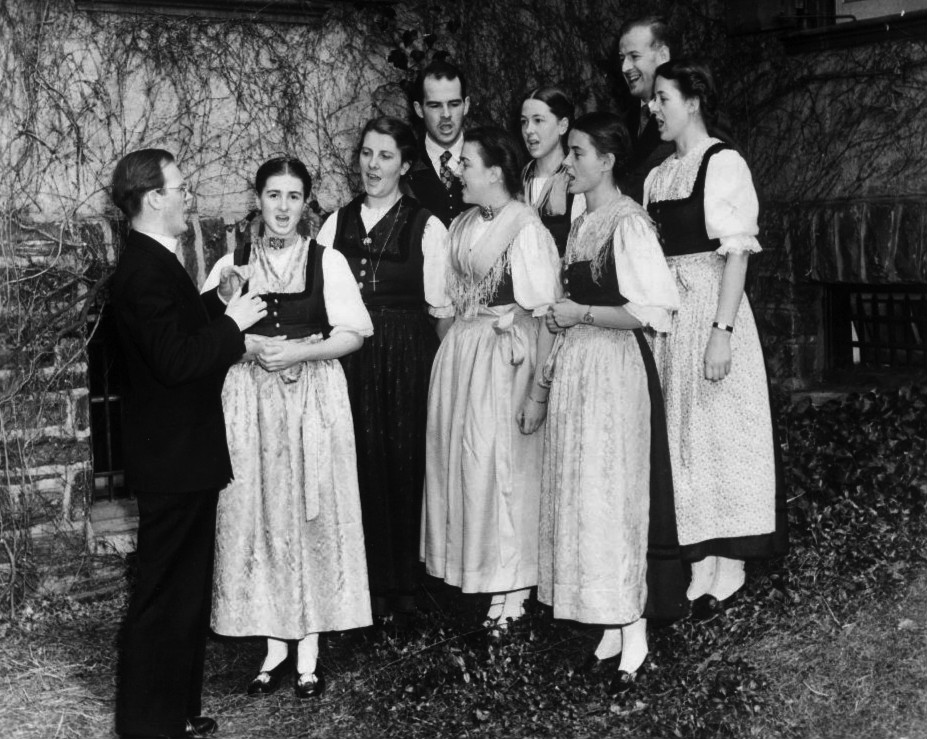

Werner von Trapp (Zell am See, 21 dicembre 1915 – Waitsfield, 11 ottobre 2007) è stato un cantante austriaco naturalizzato statunitense, secondo dei figli maschi di Georg Ludwig von Trapp e Agathe Whitehead. Fu un membro dei Trapp Family Singers, la cui storia ha dato l'ispirazione alla composizione del musical The Sound of Music. Egli venne illustrato nel personaggio "Kurt".

## Biografia
Von Trapp crebbe a Zell am See durante la prima guerra mondiale con i suoi fratelli, Rupert von Trapp (1911-1992), Agathe von Trapp (1913-2010), Maria Franziska von Trapp (1914-2014), Hedwig von Trapp (1917-1972) e Johanna von Trapp (1919-1994). La sorella minore, Martina von Trapp (1921-1951), nacque a Klosterneuburg (Austria), mentre la Trapp Family si era spostata da Zell-am-See a seguito dell'allagamento della loro casa situata sulle rive del lago omonimo.
Fu il secondo figlio maschio di Georg Ludwig von Trapp e Agathe Whitehead e prese il nome dallo zio paterno che morì durante la prima guerra mondiale. Assieme ai suoi fratelli, al padre ed alla matrigna Maria Augusta Trapp, Werner fece parte dei Trapp Family Singers, che ispirarono la scrittura del musical del 1959, The Sound of Music e della versione cinematografica del 1965. Nel coro di famiglia egli cantò come tenore.
I Trapps lasciarono l'Austria dopo l'Anschluss, a seguito del rifiuto a cantare in occasione della festa di compleanno di Hitler e della mancata accettazione, da parte di Georg von Trapp, di entrare nella Marina militare tedesca. Essi si trasferirono negli Stati Uniti nel 1938, stabilendosi nel Vermont nel 1942 e girando per tutti gli Stati Uniti per i loro concerti. Georg von Trapp morì nel 1947 e la famiglia cessò l'attività canora.
Von Trapp divenne un cittadino statunitense mentre era sotto il servizio militare nell'esercito statunitense, combattendo in Italia con la 10th Mountain Division durante la seconda guerra mondiale. Divenne poi proprietario di un caseificio, prima di ritirarsi a Waitsfield nel Vermont, dove morì nel 2007; oggi riposa nei Trapp Family Lodge Grounds a Stowe, Vermont.